# Jérôme Chevallier
Pour les articles homonymes, voir Chevallier.
Jérôme Chevallier, né le 28 septembre 1974 à Besançon et mort le 18 janvier 2025 dans la même ville, est un coureur cycliste français. Il participe à des compétitions aussi bien sur route qu'en VTT, en BMX ainsi qu'en cyclo-cross.

## Biographie
Jérôme Chevallier commence le cyclisme à l'âge de huit ans par le BMX. Dans cette discipline, qu'il pratique pendant une douzaine années, il obtient une centaine de succès, dont un titre de champion de France. Il se spécialise ensuite dans le VTT, en particulier le cross-country, où il remporte notamment un titre de champion de France marathon en 2008. Également adepte du cyclo-cross, il prend la troisième place du championnat de France en 2007, derrière deux coureurs professionnels : Francis Mourey et John Gadret. Au 23 novembre 2017, il comptabilise 128 victoires obtenues dans les sous-bois, sa première datant d'octobre 1999.
Sur route, Jérôme Chevallier a obtenu ses principaux succès durant les années 2000. Il s'est distingué sur des épreuves nationales avec le CC Étupes en remportant entre autres le Tour du Chablais, le Tour du Charolais, le Tour de Corrèze ou encore le Tour de Nouvelle-Calédonie en outre-mer. Après huit années passées au sein du CC Étupes, il change d'équipe en 2009 pour rejoindre l'AC Bisontine, invoquant notamment une envie de changement, ainsi que la volonté de courir en compagnie de son futur coéquipier et ami Laurent Colombatto.
En 2013, il intègre le Vélo Club Ornans. Toujours actif en fin d'année 2017, il prend la quatrième place du championnat de Bourgogne-Franche-Comté de cyclo-cross, à 43 ans. 
Jérôme Chevallier meurt le 18 janvier 2025 à l'âge de 50 ans.

## Palmarès sur route

### Par année
| - 2000 - 3e de la Polymultipliée lyonnaise - 2001 - Tour de Nouvelle-Calédonie - 2004 - Tour du Chablais - Grand Prix de Chardonnay - 2e du Tour Alsace - 3e du Tour de Corrèze - 2005 - Tour du Charolais - 2e du Tour du Chablais - 3e de Troyes-Dijon | - 2006 - 3e du Grand Prix du Faucigny - 2007 - Tour de Corrèze - 2008 - 2e du Tour de Côte-d'Or - 2009 - 3e du Tour du Chablais |

### Classements mondiaux
| Année           | 2006 |
| --------------- | ---- |
| UCI Europe Tour | 897e |

## Palmarès en cyclo-cross
- 2006-2007
  - 3e du championnat de France de cyclo-cross

## Palmarès en VTT

### Championnats de France
- 2003
  - 2e du cross-country marathon
- 2007
  -  Champion de France de cross-country marathon